# Daniël Roguin

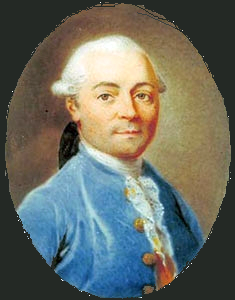
Daniel Roguin

Daniël Roguin (* 6. September 1691 in Yverdon; † 27. Mai 1771 ebenda) war ein Schweizer Offizier in niederländischen Diensten und Bankier.

## Leben und Wirken
Daniel Roguin war ein Sohn von Augustin Gabriel Roguin (1664–1719) und Julie Anne Fatio (1670–1736), die seit dem 18. Januar 1688 verheiratet waren. Er hatte  zwei Brüder, Jean Baptiste und César Roguin.
Roguin diente in der niederländischen Armee in Surinam und kam um das Jahr 1742 nach Paris.
Dort lernte er u. a. Denis Diderot und Jean-Jacques Rousseau kennen. Er wurde später für Rousseau ein wichtiger Freund. Nachdem Rousseau wegen der Verurteilung durch das Parlement von Paris aus Frankreich geflohen war, fand er einige Wochen bei Roguin und seiner Familie in Yverdon Zuflucht. Roguin unterstützte ihn während des anschliessenden Aufenthalts in Môtiers über seine Pariser Geschäftsverbindungen bei der Beschaffung von Büchern.
Rousseau widmete Roguins Nichte Madeleine-Catherine Delessert (1767–1838) seine
Lettres élémentaires sur la botanique.